# Yoshinori Sunahara
Yoshinori Sunahara (jap. 砂原 良徳, Sunahara Yoshinori; * 13. September 1969 in Sapporo, Hokkaidō, Japan) ist ein japanischer DJ und Produzent, bekannt in der Shibuya-kei- und Chill-Out-Szene. Sein Stil ist geprägt durch einen Mix aus Funk, Bossa Nova, Shibuya-kei und 1970er-Jahre-Musik. 1995 veröffentlichte er sein erstes Soloalbum Crossover. Die Alben wurden in Europa von dem deutschen Label Bungalow Records vertrieben.

## Leben und Wirken
Er liebt Flugzeuge; viele seiner Alben haben mit der Thematik Fliegen-Flugzeug-Flughafen zu tun. Take Off and Landing aus dem Jahr 1998 handelt von einem unterirdischen Flughafen, dem Tokyo Underground Airport. Bei seinem Album Pan Am – The Sound of ’70s von 1998 geht es um seine Lieblings-Fluggesellschaft Pan Am; dabei lässt er sich von der Hintergrund- und Werbemusik der Fluggesellschaft aus den 1970er Jahren inspirieren.
Yoshinori Sunahara war Teil der dreiköpfigen erfolgreichen japanischen Pop-Technoband Denki Groove, die bereits seit 1989, im Gegensatz zu seinem Soloprojekt, schnellere Musik produziert.
Zusammen mit Yukihiro Takahashi, Keigo Oyamada, Leo Imai, Towa Tei und Tomohiko Gondo bildet er seit 2014 die Formation Metafive.

## Diskografie
Alben
- Crossover (1995)
- Take Off and Landing (1998)
- 708090 (EP, 1998)
- Pan Am – The Sound of ’70s (1998)
- Lovebeat (2001)
- Works ’95–’05 (Kompilation, 2007)
- No Boys, No Cry (Soundtrack, 2009)
- Liminal (2011)

Singles
- Journey Beyond the Stars (1998)
- Lovebeat (2002)
- Subliminal (2010)
- Kamisama no Iu Tōri (2010)

Mit Metafive
- Meta (2016)[2]